# Liste der Stolpersteine in Dannenberg (Elbe)
Die Liste der Stolpersteine in Dannenberg (Elbe) enthält alle Stolpersteine, die im Rahmen des gleichnamigen Projekts von Gunter Demnig in Dannenberg (Elbe) verlegt wurden. Mit ihnen soll an Opfer des Nationalsozialismus erinnert werden, die in Dannenberg (Elbe) lebten und wirkten.

## Verlegte Stolpersteine
| Bild | Person, Inschrift                                                                                                   | Adresse             | Verlege- datum | Anmerkung |
| ---- | --- | ------------------- | -------------- | --------- |
|      | Hier wohnte Ernst Wolff Jg. 1898 Flucht 1938 Uruguay                                                                | Marschtorstraße 4 · | 6. März 2015   |           |
|      | Hier wohnte Hans Wolff Jg. 1932 Flucht 1938 Uruguay                                                                 | Marschtorstraße 4 · | 6. März 2015   |           |
|      | Hier wohnte Lotte Wolff geb. Harff Jg. 1??? Flucht 1938 Uruguay                                                     | Marschtorstraße 4 · | 6. März 2015   |           |
|      | Hier wohnte Selma Wolff geb. Bornheim Jg. 1869 Flucht 1938 Uruguay                                                  | Marschtorstraße 4 · | 6. März 2015   |           |
|      | Hier wohnte Dr. Otto Karl Friedländer Jg. 1890 Flucht 1933 Jugoslawien deportiert 1943 Theresienstadt ermordet 1943 | Bahnhofstraße 3 ·   | 6. März 2015   | [ 1 ]     |
|      | Hier wohnte Lilly Friedländer Jg. 1919 Flucht 1933 Jugoslawien mit Hilfe befreit/überlebt                           | Bahnhofstraße 3 ·   | 6. März 2015   |           |
|      | Hier wohnte Magdalena Friedländer geb. Kramer Jg. 1894 Flucht 1933 Jugoslawien mit Hilfe befreit/überlebt           | Bahnhofstraße 3 ·   | 6. März 2015   |           |